# 経皮吸収パッチ

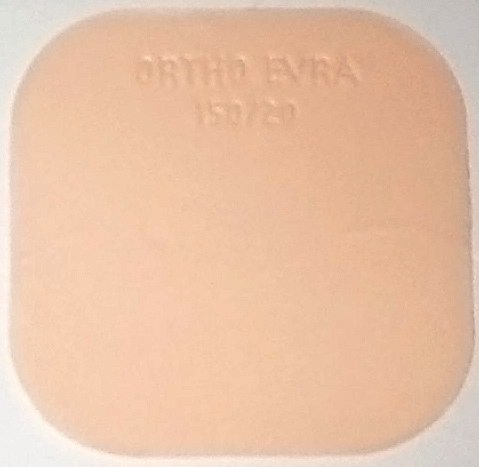
避妊パッチ

経皮吸収パッチ, 経皮吸収型製剤, 経皮吸収型テープ製剤は薬物を含んだフィルム形態のパッチを肌に附着した後、薬物が肌を通じて直接血中に吸収されるようにする薬物投与経路の一種である。
経皮吸収パッチは多くの種類の薬物を送達するのに使われる。 経皮吸収パッチが最初にアメリカ食品医薬品局の承認を受けて常用化されるようになったのは1979年12月の、吐き気に対処するためのスコポラミンを投与するパッチ製剤以来である。近年の一番よく知られたパッチは、禁煙を助けるためのニコチンパッチである。その他に閉経後に骨粗鬆症を防止するためにエストロゲンを送達するパッチなどがある。